# Becard de Jamaica
El becard de Jamaica (Pachyramphus niger) és un ocell de la família dels titírids (Tityridae). És endèmic de l'illa de Jamaica. Els seus hàbitats són els manglars, boscos tropicals i subtropicals de frondoses humits de les terres baixes i de l'estatge montà, bé com les pastures i els jardins rurals. El seu estat de conservació es considera de risc mínim.